# Мика (футбольный клуб)
Футбольный клуб «Ми́ка» — армянский футбольный клуб. Основан в 1985 году в Аштараке.
В 2022 году, после перерыва в выступлениях с 2016 года, клуб заявился в Первую лигу.

## Прежние названия
- 1985—1990 — «Олимпия» Аштарак
- 1990—1996 — «Касах» Аштарак
- 1996—1997 — «Арагац» Аштарак
- 1998 — «Касах» Аштарак
- 1999 — «Мика-Касах» Аштарак
- 2000—2007 — «Мика» Аштарак
- 2007—2016 — «Мика» Ереван

## История

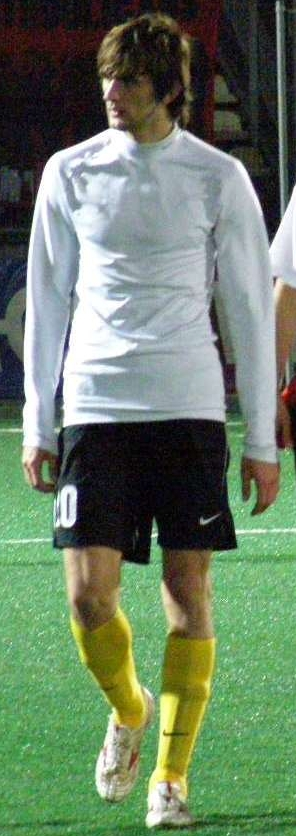
Александр Антипенко начал карьеру в «Мике».

Рождение клуба произошло в городе Аштарак в 1985 году. Первоначальное название клуба было «Олимпия». В СССР команда не была успешной, участвуя в низших лигах. В 1987 году клуб покинул чемпионат. Однако в 1990 году, перед образованием первого чемпионата Армении по футболу, клуб восстановился с новым названием «Касах», в 1990—1991 годах принимал участие во второй низшей лиге СССР (в 1985—1986 годах играл во второй союзной лиге под названием «Олимпия»).
В первом чемпионате Армении занял 13-е место из 24 команд-участниц. В сезоне 1993 занял 14-е место из 15 и вылетел в первую лигу. В связи с невыполнением обязательств лиге в 1995 году, клуб снимается с розыгрыша из-за финансового кризиса. Пропустив сезон 1995/96, клуб вновь оживает и заявляется в первенстве первой лиги и кубке страны. Проведя первую часть сезона под названием «Касах», клуб сменил название на «Арагац» (название горы в области Арагацотн, центром которой является Аштарак). Команда от сезона к сезону выступала в роли статиста, так как должного соперничества не составляла. В 1998 году клуб вернул название «Касах». Но итоговые показатели остались на прежнем уровне. В 1999 году клуб покупает Михаил Багдасаров. Титульным спонсором клуба становится авиакомпания «Armavia», владельцем которой является Багдасаров. Была поставлена задача построить новый клуб, который мог бы играть в элите и завоёвывать награды. В процессе чемпионата в названии клуба «Касах» появляется второе название, образуя сдвоенное наименование «Мика-Касах». Первая часть названия исходит из имени Багдасарова — Михаил. В этот же сезон команда добыла серебро первой лиги, попав в стыковой матч с предпоследней командой Премьер-лиги за путёвку на следующий сезон в Премьер-лиге. В единственном матче, прошедшем 12 декабря на нейтральном поле в Армавире, победу праздновали аштаракцы. Единственный и победный мяч был забит Арменом Саакяном на 51-й минуте в ворота ереванской «Киликии».
В 2000 году из названия было убрано слово Касах. Сезон 2000 команда начала резво. Ведь с дебютным сезоном в Премьер-лиге команда завоевала впервые в своей истории трофей — Кубок Армении. На пути к финалу был побеждён «Арарат». Это случилось под руководством Эдуарда Маркарова, который возглавил клуб в начале года. В чемпионате «Мика» за два тура до окончания имела шансы на место в призовой тройке, а теоретически и на чемпионский титул. Однако произошёл конфликт с ФФА. Из-за несогласия с действиями ФФА, команды «Мика», «Звартноц-ААЛ» и «Динамо» бойкотировали игры двух последних туров. В связи с чем команды были сняты с чемпионата. В этом же году, как обладатель кубка страны, «Мика» дебютировала в еврокубках против бухарестского «Рапида». Домашний матч был выигран 1:0, но в гостях команда проиграла 0:3. В 2001 году кубковый результат «Мика» повторила, став обладателем во второй раз трофея. В финале был обыгран «Арарат» в серии послематчевых пенальти — 4:3. А Маркаров после этой победы покинул пост. В этом же сезоне в первой лиге был заявлен клуб «Касах», ставший впоследствии фарм-клубом «Мика-2». Перед началом чемпионата 2002 руководство пригласило первого иностранного тренера, им стал российский специалист Валерий Гладилин. Под его руководством «Мика» провела два матча в чемпионате (выигрыш и проигрыш). 9-го мая команда проиграла «Пюнику» матч за Суперкубок (1:2), а 5 дней спустя уже в розыгрыше Кубка крупно уступила тому же «Пюнику» (1:4). После этого матча Гладилин был уволен с поста тренера «Мики».
В кубковом розыгрыше сезона 2003 года команда в упорной борьбе с «Бананцем» на 88-й минуте забивает единственный мяч и становится обладателем Кубка. На сей раз триумфатором стал Сурен Барсегян, для которого приход в клуб стал вторичным. Под его руководством «Мика» в следующем сезоне сезоне завоевала серебряные медали, впервые став призёром чемпионата. В 2005 году результат Барсегяна повторил Армен Адамян став с командой вице-чемпионом Армении. Помимо этого, в начале сезона был завоёван кубок, ставший четвёртым по счёту. С Адамяном в 2006 году «Мика» оформлен дубль, став обладателем двух кубковых трофеев (кубок, и суперкубок), а в чемпионате была добыта бронза. Бронзой «Мика» довольствовалась и сезоном позже. В том сезоне клуб сменил прописку, передислоцировавшись из Аштарака в Ереван. Осенью «Мика» приняла участие в еврокубках сезона 2007/08. Обыграв по сумме двух матчей будапештский МТК, вышла во 2-й квалификационный раунд. Соперник был среднего уровня («Артмедиа Петржалка») и «Мика» на равных боролась за выход. Общий счёт 2:3 и дальше прошла словацкая команда. В этом же году был сдан в эксплуатацию новый стадион клуба — «Мика». Первоначально стадион должен был вмещать 12 000 зрителей, но, осознавая реальность местного быта, вместимость была снижена до 7 000. 21 марта 2008 года на стадионе прошёл первый матч между «Микой» и «Араратом-2». Матч являлся кубковым розыгрышем, и победу в нём праздновала «Мика» — 7:0. В 13-м туре чемпионата 2008 команду возглавил Иштван Секеч. Если дебют венгерского специалиста оказался удачным, то дальше пошло по наклонной. Соответственно после трёх поражений подряд Секеча уволили со своего поста.
В начале 2009 года в клуб был приглашён хорватский специалист Иво Шушак. Перед тренерским штабом была поставлена задача завоевать чемпионский титул. Для реализации этих целей были осуществлены точечные трансферы. В команду пришли только легионеры. Политика клуба оказалась верной. После череды неудач, а также вылета из Кубка, в отставку отправлен был Иво Шушак, а команду принял Самвел Дарбинян. Под его руководством клуб начал играть в атакующий футбол, показывая положительные результаты. В течение сезона «Мика» билась за чемпионство с командой «Пюник», но после некоторых осечек, Дарбинян был отправлен в отставку, а обязанности главного тренера были возложены на Бабкена Меликяна. После ухода с поста главного тренера Дарбиняну было предложено остаться в клубе, заняв вакантную должность тренера-консультанта. Меликян руководил командой с приставкой и. о. По окончании чемпионата «Мика» заняла второе место.
Чтобы укрепить лидирующее положение, в команду был приглашён Армен Адамян. Перед ним были поставлены высокие требования — победа в чемпионате и кубке. Начало подтвердило намеренность клуба на свои цели, однако в дальнейшем игровая система Адамяна дала сбой, из-за чего в полуфинале был дан зелёный свет «Бананцу», а в чемпионате «Мика» была позади медальных позиций. В связи с неудовлетворительными результатами Адамян в августе покинул команду. Место главного тренера занял Армен Шахгельдян. Адамяну была предложена другая вакансия, стать главным тренером «Мики-2», с которой он согласился. Таким образом произошла рокировка между тренерами основного состава и дубля.
С приходом Шахгельдяна результаты изменились, команда чаще стала добиваться цели, но этого не хватило для завоевания медалей. Новый сезон вновь доверили Шахгельдяну. Команду периодически кидало в стороны. Ввиду этого команде удалось завоевать Кубок после долгого периода. Однако результаты чемпионата перевесили кубковые достижения, и Шахгельдяну пришлось уйти. По случаю отстранения главного тренера «Мики» от занимаемой должности данная вакансия была предложена Маркарову. Сам Маркаров являлся исполняющим обязанности главного тренера, которым официально значился Мамикон Гарибджанян. Спустя полмесяца руководство представило нового главного тренера. Им стал Йозеф Бубенко.
В конце июля 2015 «Мика» объединилась с российским любительским клубом «Квазар» Москва. Через несколько дней команда подписала контракты с десятью российскими футболистами.

## Достижения

### Национальные чемпионаты
Серебряный призёр чемпионата Армении (4)2004, 2005, 2009, 2012/13
Бронзовый призёр чемпионата Армении (3)2006, 2007, 2013/14
Обладатель Кубка Армении (6)2000, 2001, 2003, 2005, 2006, 2011
Финалист Кубка Армении (2)2014/15, 2015/16
Обладатель Суперкубка Армении (2)2006, 2012
Финалист Суперкубка Армении (3)2002, 2004, 2007

### Достижения игроков
Приз газеты «Футбол+» «Справедливая игра» — Армен Петикян (2002 г.)
- Лучший игрок года:
  - 2006 — Армен Шахгельдян
- Лучший атакующий полузащитник:
  - 2004 — Давид Григорян
- Лучшие нападающие:
  - 2004 — Армен Шахгельдян
  - 2005 — Армен Шахгельдян
- Автор лучшего гола:
  - 2004 — Давид Григорян
- Самый прогрессивный игрок:
  - 2004 — Давид Григорян
  - 2011 — Андраник Восканян
- Больше всех матчей провел в Премьер-лиге — Алекс Энрике да Сильва (178)
- Больше всех голов забил в Премьер-лиге — Артём Адамян (43)

## Главные тренеры клуба
| Главный тренер      | С     | Период    |
| ------------------- | ----- | --------- |
| Рафаэль Галстян     |       | 1999      |
| Эдуард Маркаров     |       | 2000—2001 |
| Самвел Петросян     |       | 2001      |
| Валерий Гладилин    |       | 2001—2002 |
| Эдуард Маркаров     |       | 2002      |
| Арамаис Тоноян      |       | 2002      |
| Вагаршак Асланян    |       | 2002      |
| Сурен Барсегян      |       | 2002—2005 |
| Армен Адамян        |       | 2005—2007 |
| Аркадий Андриасян   |       | 2007—2008 |
| Иштван Секеч        |       | 2008      |
| Сурен Барсегян      |       | 2008—2009 |
| Иво Шушак           |       | 2009      |
| Самвел Дарбинян     |       | 2009      |
| Бабкен Меликян      | и. о. | 2009      |
| Армен Адамян        |       | 2009—2010 |
| Армен Шахгельдян    |       | 2010—2011 |
| Эдуард Маркаров     | и. о. | 2011      |
| Йозеф Бубенко       |       | 2011      |
| Жолт Хорняк         |       | 2012-2013 |
| Арам Восканян       |       | 2013—2015 |
| Андрей Черниговский |       | 2015      |
| Армен Адамян        |       | 2015—2016 |
| Сергей Юран         |       | 2016      |
| Самвел Саргсян      |       | с 2022    |

## «Мика» в еврокубках
| Сезон   | Турнир          | Раунд | Соперник             | 1 матч | 2 матч |
| ------- | --------------- | ----- | -------------------- | ------ | ------ |
| 2000/01 | Кубок УЕФА      | QR    | «Рапид» Бухарест     | 0:3    | 1:0    |
| 2001/02 | Кубок УЕФА      | QR    | «Брашов»             | 1:5    | 0:2    |
| 2004/05 | Кубок УЕФА      | 1Q    | «Гонвед» Будапешт    | 0:1    | 1:1    |
| 2005/06 | Кубок УЕФА      | 1Q    | «Майнц 05»           | 0:4    | 0:0    |
| 2006/07 | Кубок УЕФА      | 1Q    | «Янг Бойз» Берн      | 1:3    | 0:1    |
| 2007/08 | Кубок УЕФА      | 1Q    | МТК Будапешт         | 1:2    | 1:0    |
|         |                 | 2Q    | «Артмедиа Петржалка» | 2:1    | 0:2    |
| 2008    | Кубок Интертото | 1R    | «Тирасполь»          | 2:2    | 0:0    |
| 2009/10 | Лига Европы     | 1Q    | «Хельсинборг»        | 1:3    | 1:1    |
| 2010/11 | Лига Европы     | 2Q    | «Работнички» Скопье  | 0:1    | 0:0    |
| 2011/12 | Лига Европы     | 2Q    | «Волеренга» Осло     | 0:1    | 0:1    |
| 2013/14 | Лига Европы     | 1Q    | «Рудар» Плевля       | 0:1    | 1:1    |
| 2014/15 | Лига Европы     | 1Q    | «Сплит» Сплит        | 0:2    | 1:1    |

- Домашние игры выделены жирным шрифтом

| Турнир                 | Игры | Победы | Ничьи | Поражения | Голов забито | Голов пропущено |
| ---------------------- | ---- | ------ | ----- | --------- | ------------ | --------------- |
| Кубок УЕФА/Лига Европы | 20   | 3      | 4     | 13        | 10           | 32              |
| Кубок Интертото        | 2    | 0      | 2     | 0         | 2            | 2               |
| Итого                  | 22   | 3      | 6     | 13        | 12           | 34              |